# Ellen de Boor
Ellen de Boor, geb. Siebs, verw. von Unwerth (geb. 4. Juli 1891 in Greifswald als Ellen Anna Rigberta; gestorben 19. März 1976 in Luzern) war eine deutsche Autorin und Übersetzerin.

## Leben
Die Autorin und Übersetzerin Ellen De Boor, mit Geburtsnamen Ellen Anna Rigberta, wurde als Tochter des Mediävisten Theodor Siebs am 4. Juli 1891 in Breslau geboren. In Marburg lernte sie Wolf August von Unwerth kennen, der bei ihrem Vater studierte, und heiratete ihn 1913. Sie ging mit ihm an die Universität nach Greifswald, wo er das Nordische Institut gründete, aber schon bald in Folge der Spanischen Grippe 1919 verstarb.
Sie folgte daraufhin zunächst ihrem Vater Theodor Siebs, der inzwischen eine Germanistik-Professur in Breslau erhalten hatte, und lernte dort ihren späteren zweiten Mann Helmut de Boor kennen, der ebenfalls Mediävist war. Nach der Heirat 1920 ging sie mit ihm zurück nach Greifswald, später nach Göteborg, wieder Greifswald, Leipzig, und schließlich 1929 nach Bern in der Schweiz, wo Helmut de Boor in der Zwischenzeit eine Professur für Deutsche Sprache und Literatur erhalten hatte.
Obwohl sie niemals eine Regelschule besucht hatte, nur von Eltern und Hauslehrern unterrichtet worden war, war sie bestens in Latein und Altgriechisch ausgebildet, und begann sich nach und nach sämtliche nordischen Sprachen beizubringen, um dann als Übersetzerin mit diesen Sprachen zu arbeiten.
Nach der Übersetzung eines „Romaunt“ von Carl Jonas Love Almqvist, dem großen Klassiker der schwedischen Romantik, wendete sie sich der norwegischen Sprache zu, und erhielt aufgrund der Freundschaft zu dem norwegischen Autor Trygve Emanuel Gulbranssen schließlich die Genehmigung, dessen Björndal-Trilogie erstmals ins Deutsche übersetzen zu dürfen. Die beiden Bände „Und ewig singen die Wälder“ und „Das Erbe von Björndal“ wurden schnell zu den erfolgreichsten Bücher aus Norwegen in Deutschland mit über 3 Millionen verkaufter Exemplare.
Ellen de Boor lebte und arbeitete weiter im Haus der Familie in Bern, als ihr Mann Helmut de Boor, der inzwischen besonders für seine Übersetzung des Nibelungenliedes berühmt geworden war, in Berlin an der Gründung der Freien Universität mitwirkte, und dort dann 1949 eine Professur erhielt.
Ellen de Boor starb 1976 in Luzern, ihr Mann im gleichen Jahr in Berlin.

## Rezeption
Während die Übersetzungen der Gulbranssen-Romane auch heute noch in der Übersetzung De Boors gedruckt und gelesen werden, ist die Übersetzung „Juwelengeschmeide der Königin“ umstritten. Der Übersetzer der Neufassung Klaus-Jürgen Liedtke schreibt dazu, ihre Übersetzung aus dem Jahr 1927 sei eine „Glättung und Kürzung der vielschichtigen Komposition, wobei der Charakter eines  Lesedramas verloren geht und die Dialoge teilweise in Prosa verwandelt werden. Almqvists Buch ist weit radikaler, streng und verspielt zugleich.“

## Übersetzungen
- Carl Jonas Love Almqvist: Der Juwelenschmuck der Königin. Fikentscher, Leipzig 1927
  - Lizenzausgabe Rowohlt, Reinbek 1989, ISBN 3-499-40065-0
- Trygve Emanuel Gulbranssen: Und ewig singen die Wälder. Langen Müller Verlag, München 1935
- Trygve Emanuel Gulbranssen: Das Erbe von Björndal. Langen Müller, München 1936
- Barbra Ring: Das Spiel auf Ladeby. Langen Müller, München 1940
- Barbra Ring: Spiel wird Leben. Federmann, München 1949
- Barbra Ring: Junge Frauen. Speer, Zürich 1946
- Sally Salminen: Lars Laurila. Scherpe, Krefeld 1952
- Sally Salminen: Prinz Efflam. Insel, Wiesbaden 1954
- Liv Nansen Høyer: Mein Vater Frijthof Nansen. Brockhaus, Wiesbaden 1957
- Villy Sørensen: Tiger in der Küche und andere ungefährliche Geschichten. Insel, Wiesbaden 1959
- William Heinesen: Die gute Hoffnung. Volk und Leben, Berlin 1967

zusammen mit Helmut de Boor
- Gunnar Gunnarsson:
  - Einsamer Reiter
  - Advent im Hochgebirge. Leipzig 1936
  - Vikivaki oder die Goldene Leiter. Leipzig 1934
  - Im Zeichen Jords. München 1935
  - Der brennende Stein
  - Die goldene Gegenwart. München 1934